# Ottersberg
Ottersberg é um município da Alemanha localizado no distrito de Verden, estado da Baixa Saxônia.